# Leningradskaja (miejscowość)
Leningradskaja (ros. Ленинградская) – stanica w Rosji, w Kraju Krasnodarskim, ośrodek administracyjny rejonu leningradzkiego. W 2010 liczyła 36 940 mieszkańców.